# Majenzi
Majenzi è una circoscrizione urbana (urban ward) della Tanzania situata nel distretto di Micheweni, regione di Pemba Nord. Conta una popolazione di 2 370 abitanti (censimento 2012).